# Histoire urbaine

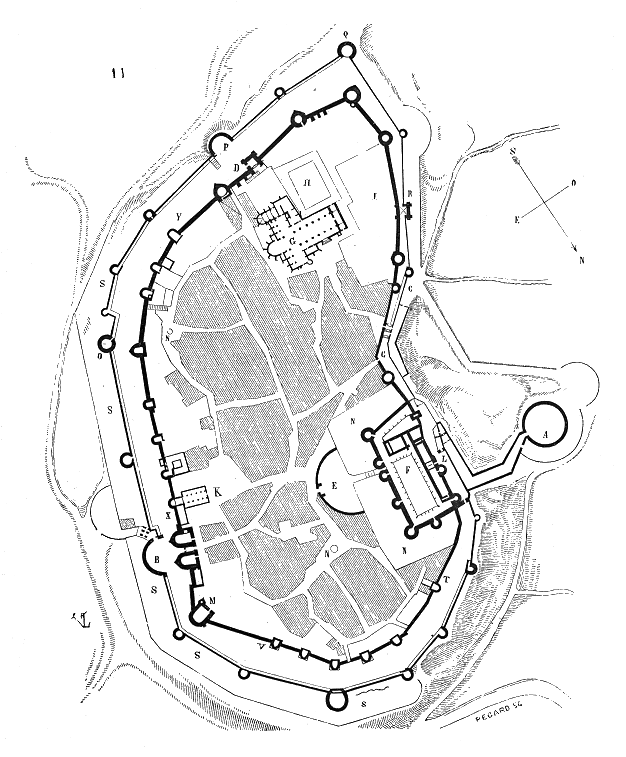
Plan de Carcassonne au XIIIe siècle.

L’histoire urbaine est une discipline de l'histoire qui a pour champ principal d'étude l'organisation historique des villes, et les différentes évolutions sociales que celle-ci a connues. L'histoire urbaine touche à des domaines comme l'histoire sociale, la sociologie urbaine, l'histoire économique, la géographie urbaine, l'archéologie, etc. Elle s'appuie notamment sur des monographies locales.

## Urbanisation au Néolithique
La période Néolithique s'accompagne d'un modèle de subsistance des groupes humains fondé sur l'agriculture et l'élevage. Cela implique une progressive sédentarisation. Des constructions durables apparaissent alors avec l'invention de l'irrigation, de l'écriture et la spécialisation du travail. L'archéologue australien Vere Gordon Childe utilise le premier les termes de "révolution néolithique" et "révolution urbaine" pour désigner cette période.
Les premières villes importantes connues grâce à des fouilles archéologiques apparaissent à la fin du Néolithique. Celles de la culture de Cucuteni-Trypillia à partir de la fin du Ve millénaire avant notre ère, en Ukraine, Roumanie et Moldavie, sont d'une ampleur sans précédent. Ces villes pouvaient atteindre plus de 15 000 habitants et couvrir plusieurs kilomètres carrés, elles avaient déjà un urbanisme très planifié et organisé, en plan elliptique concentrique.
Les premières villes fleurissent dans le courant du Néolithique, lorsque l'homme pratique l'agriculture et peut peupler certaines régions avec une plus grande densité de populations et dégager des excédents commerciaux sur les productions alimentaires, qui vont permettre de faire vivre des populations d'artisans spécialisés dans des villes, puis des dirigeants avec leurs serviteurs, leurs fonctionnaires et leurs armées, vivant d’impôts prélevés dans les campagnes. La découverte de Tell Zeidan, au nord de la Syrie, en 2010, relance ce débat. Un tell est une colline artificielle formée par les ruines d'un village antique. Cette cité serait apparue entre 5500 et 4000 avant J.C. On a retrouvé sur le site les traces d'un artisanat de luxe, de réseaux d'échanges et d'un urbanisme monumental.
On trouve à la fin du Néolithique, en Europe, des cités lacustres, construites en bord de lac et parfois érigées sur pilotis. On peut citer les sites du lac de Chalain dans le Jura, de Bevais et d'Auvernier à Neuchâtel. Les apports des fouilles archéologiques permettent de découvrir les sites d'anciennes cités et d'en étudier les caractéristiques.

## Urbanisation antique
Les grandes villes apparaissent ensuite dans l'Antiquité ancienne entre 3500 et 1500 av. J.-C. dans les régions fertiles et limoneuses de Mésopotamie comprises entre le Tigre et l'Euphrate (Uruk), aujourd'hui l'Irak, puis en Syrie, en Égypte, dans les vallées du Nil et du Jourdain, de la vallée de l'Indus (Mohenjo-daro) et du Yangzi Jiang. Il s'agit d'une véritable « révolution urbaine » réalisée non pas par une incorporation progression de traits urbains dans le village mais d'une fondation de ville, ou sa refondation à partie d'un village : les villes sont créées non en fonction de ressources ou de climat favorables mais elles sont initialement consacrées à une divinité ou à un héros,. Le phénomène urbain en Grèce ou en Italie, lorsque plusieurs villages se réunissent en une seule cité, s'appelle synœcisme.
Les fouilles de l'ancienne cité mésopotamienne d'Uruk, située sur les bords de l'Euphrate, mettent au jour une véritable cité état. On a retrouvé la trace d'un ziggurat, de routes commerciales vers l'Iran et l'Anatolie et d'indices de spécialisations dans l'administration et l'artisanat. Pascal Butterlin évoque à propos d'Uruk "un paradigme incomplet". Il manque à cette cité, selon lui, une dimension symbolique de la ville, d'idéologie d'état.
Certains chercheurs voient en Solnitsata, une ville européenne datant de 4700 à 4200 ans avant Jésus-Christ, la plus ancienne ville d'Europe connue à l'heure actuelle.

### Les cités grecques

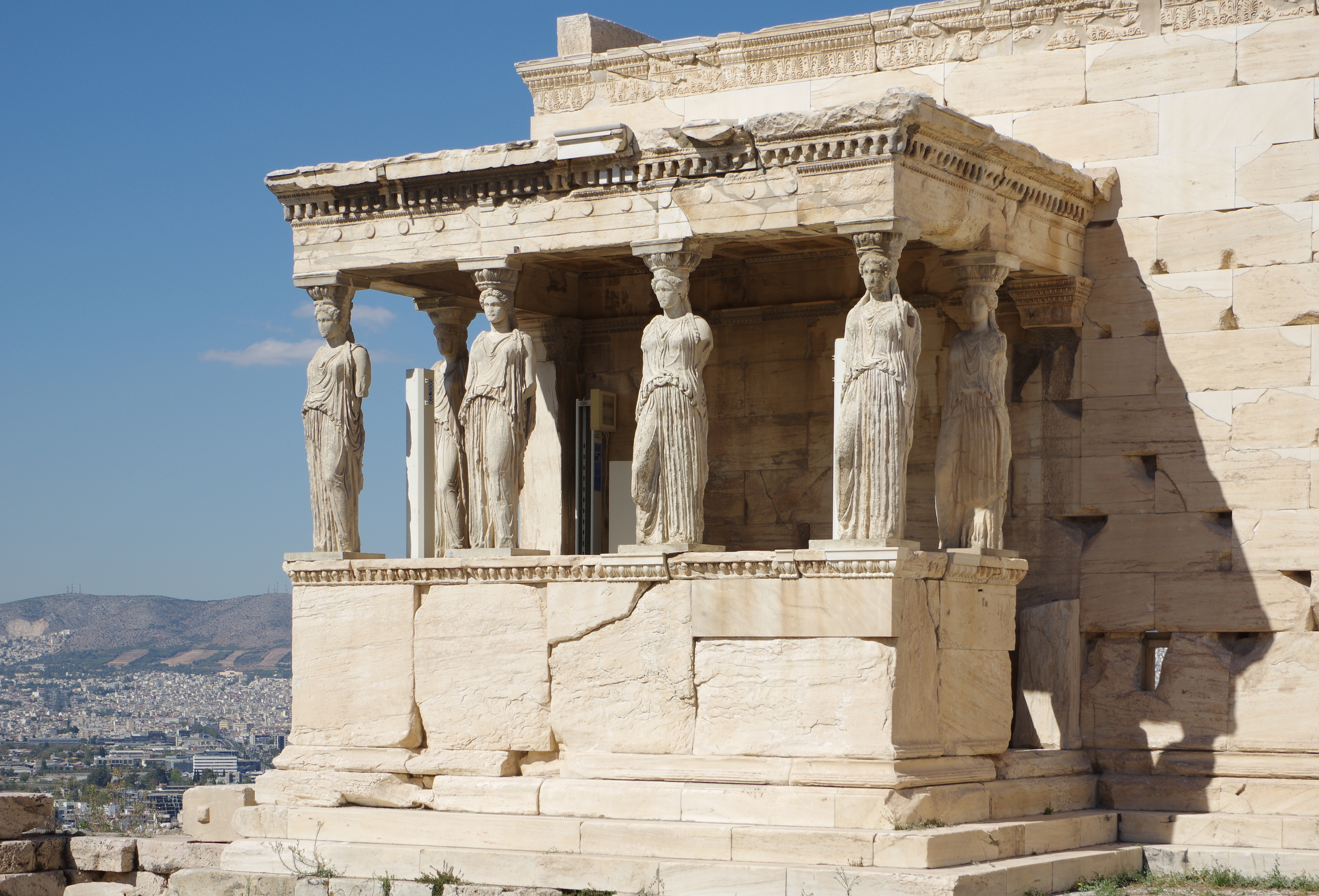
L'Erechthéion, un ancien temple grec d'ordre ionique situé sur l'acropole d'Athènes, au Nord du Parthénon.

En Grèce le peuplement se concentre surtout dans des forteresses comme Mycènes ou Tyrinthe. Certaines forteresses tel Athènes ou Sparte deviennent des villes. On y retrouve une organisation particulière :
- l'acropolis, la ville haute, est le lieu dédié aux divinités et un lieu de refuge pour les populations en cas de menace
- la ville basse (astu) est vouée aux activités de commerce et à la vie civile (agora, théâtre, boulè…)
- des quartiers spécialisés peuvent se développer comme celui du Pirée à Athènes, organisé autour du port et tourné vers la mer

C'est en Grèce que l'on voit apparaître les premiers penseurs de l'urbain. Les philosophes antiques pensent la nécessité d'un aménagement, d'hygiène, de circulation et de défense dans la ville. À partir de 480 avant J.-C. la ville grecque est pensée et construite selon des plans d'aménagements. Le planificateur urbain Hippodamos de Milet démocratise l'emploi du plan en damier ou plan hippodamien. Il est l'auteur d'un ouvrage sur l'urbanisme auquel se réfère Aristote dans La Politique. Cette nouvelle organisation urbaine planifie des villes tournées vers la mer avec des rues qui se coupent en angle droit et s'organisent en échiquier.

### La ville romaine
Rome, connue aussi sous le nom de l'Urbs (soit la ville, étymologie du mot urbain) est la cité romaine par excellence. Comme les autres villes romaines, elle est construite sur le modèle grec. On trouve dans la ville romaine des édifices qui répondent à la nécessaire fonction de commandement et de pouvoir des villes : un forum, un amphithéâtre, des temples…
En 64, le grand incendie de Rome ravage une partie de la ville. L'empereur Néron élabore un plan d'urbanisme qui marque profondément l'organisation de la ville. La Nova Roma se caractérise par des rues plus larges, la construction de portiques la régularisation des quartiers… Seuls les quartiers touchés par l'incendie sont réorganisés.

### Les autres villes en Europe
Certaines études récentes remettent en question le fait selon lequel la ville en Europe est un modèle importé de Rome puis de Grèce. Il existe, en Europe, avant la diffusion du modèle romain de la ville des formes urbaines spécifiques. Par exemple, en 500 av. J.-C., on trouve des "chefferies complexes" dans la Gaule celtique et au Nord des Alpes (sur les chefferies complexes, voir aussi une indication à Europe au VIIIe siècle av. J.-C.). Il s'agit d'une organisation des villages, marquée par un urbanisme monumental et une organisation en réseau. Cette forme d'organisation disparaît au Ve siècle.
On trouve en Europe occidentale et en Europe centrale dès le IIIe siècle des oppidum (du latin n. oppidum, pl. oppida : « ville », « agglomération généralement fortifiée »). Il s'agit de lieux aux fonctions économiques, politiques et parfois religieuses, habités en permanence et situés sur des sites protégés. Les oppidum connaissent leur âge d'or aux IIe et Ier siècles. L'archéologue français Joseph Déchelette va jusqu'à parler de "Civilisation des oppida" pour définir l'unité culturelle celte. On a mis au jour lors de fouilles archéologiques des sanctuaires, quartiers d'artisanats et routes commerciales qui témoignent d'un niveau avancé de civilisation. On connait par exemple l'oppidum de Corent dans la Puy de Dôme et son espace en fer à cheval où était réuni le peuple. On trouve encore des oppidum dans le Haut Moyen Âge.

## Urbanisation médiévale
Le Moyen Âge est une période d'essor et de développement du « fait urbain » tant en Orient qu'en Occident ou en Amérique du Sud. On a connu de réels mouvements historiques dans l'urbanistique médiévale après le Xe siècle, telles les structures urbaines de type bastides en France ou l'urbanisme alémanique des Zähringen.

### Le repli urbain du Haut Moyen Âge
L'historien médiéviste Henri Pirenne dénote un déclin des villes à partir du VIIIe siècle du fait de la fin du grand commerce entre l'Orient et l'Occident.Les menaces d'invasion poussent les villes à se replier sur elles-mêmes au sein d'enceintes. Elles assurent les fonctions de diocèse et de castrum défensif. La cité est la résidence de l'évêque, chef-lieu de diocèse et centre de pouvoir du comte.

### L'essor des villes (XIe–XIIIesiècle)
La croissance démographique et rurale et la reprise du commerce provoquent la renaissance des villes. Elles restent cependant de taille modeste. On élargit les enceintes et de nouvelles paroisses apparaissent. On appelle alors les habitants des villes, les bourgeois (au sens d'habitants du bourg). Au sein de ces nouvelles communautés urbaines se développent de nouvelles façons de travailler, de cohabiter et de gouverner.
Max Weber, sociologue et historien, a posé l'idée que les villes européennes, dès le Moyen-Âge, étaient conçues sur une approche radicalement différente des autres villes du reste du monde : elles sont le lieu, pour les habitants, d'un engagement fraternel autour d'intérêts économiques. Avec elles il apparaît la notion de commune, dans le sens de communs. Selon lui, cela n'existait pas ailleurs auparavant : par exemple, les villes de l'antiquité sont basées sur une institutionnalisation politique et militaire des structures, tandis que les castes de l'Inde empêchent le développement d'un commun. Seule l'Europe voit apparaître, par des guildes, des communautés monastiques même, des corps de métier ou confréries, qui se regroupent sous le modèle de l'union jurée, base des villes de cette époque. De plus, par l'aspect de l'engagement, de la promesse qui préside à la formation urbaine, la ville médiévale forme ses propres repères et juridictions, volontairement, arbitrairement, de façon autonome des pouvoirs en place, en se fondant sur un serment, créant sa propre légitimité.

## Urbanisation à l'époque contemporaine

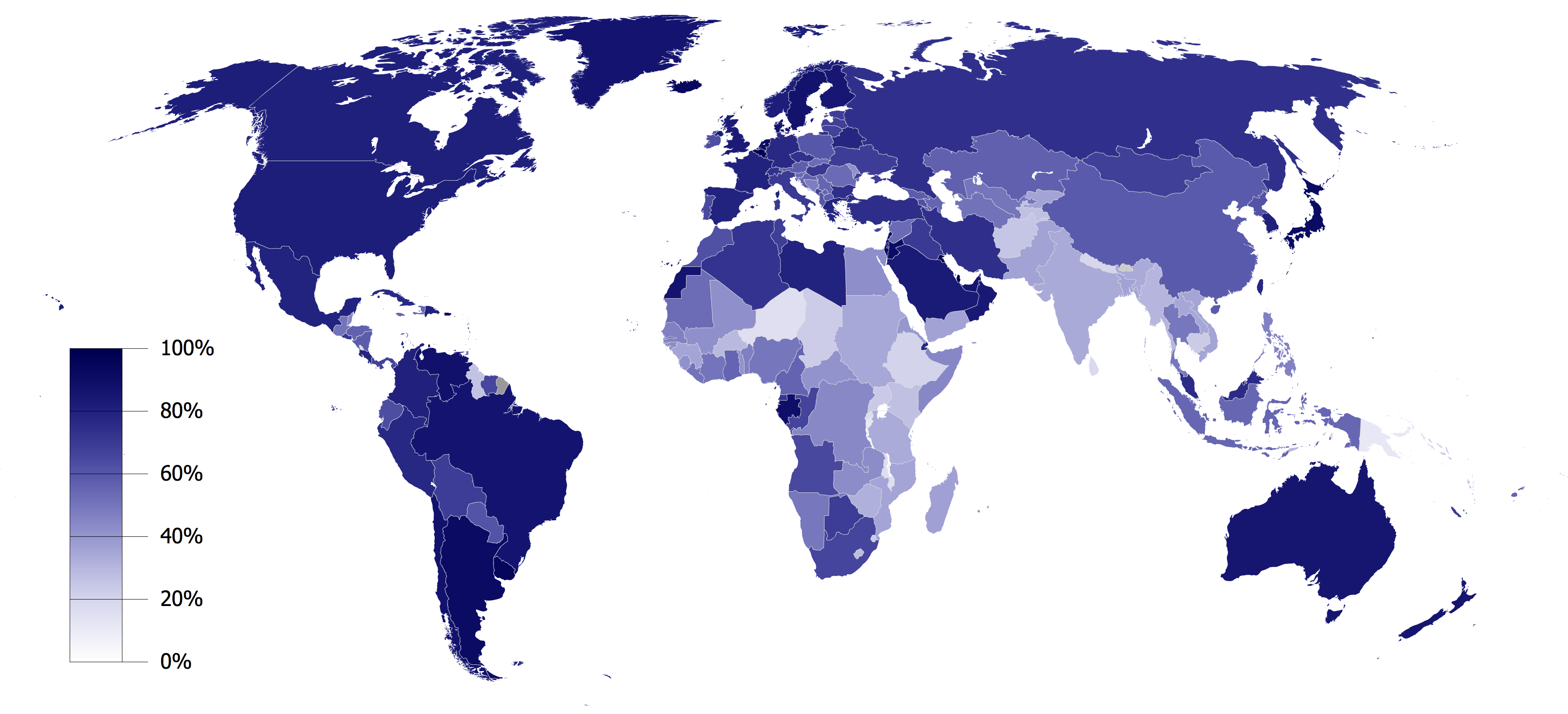
Taux d'urbanisation par pays en 2018.

C'est seulement, la nette augmentation des populations urbaines après 1800 par l'industrialisation et l'exode rural, qui permet au terme urbanisation d'être un terme générique.
La révolution urbaine provoquée à partir de la seconde moitié du XIXe siècle par l'évolution de la révolution industrielle, se traduit par une accélération subite de l'urbanisation. Le taux d'urbanisation mondial (part de population urbaine dans la population totale) ne cesse d'augmenter depuis dans les pays industrialisés, tout en se généralisant aux pays neufs, à certains pays socialistes où apparaissent des villes champignons, et enfin aux pays en développement dans la seconde moitié du XXe siècle.
La croissance urbaine à l'époque moderne se traduit aussi par les processus d'étalement urbain (progression des surfaces urbanisées par l'extension des périphéries des villes, par périurbanisation, rurbanisation ou exurbanisation), de métropolisation, de banlieuisation, de mégalopolisation et de macrocéphalie urbaine.
Alors qu'au début du XIXe siècle, 2 % de la population mondiale réside dans une ville, le taux d'urbanisation mondiale atteint 50 % à l'aube du XXIe siècle. Si dans les pays développés le processus d'accélération s'est stabilisé (taux d'urbanisation d'environ 75 %), cette révolution se poursuit surtout dans les pays en développement, où le taux d'urbanisation, en moyenne de 40 % au début du XXIe siècle, pourrait atteindre en 2025 85 % en Amérique latine, 54 % en Afrique, et 55 % en Asie. Dans ces pays, la population urbaine devrait représenter 50 % de la population totale d’ici à 2020. mais aussi dans les pays les moins avancés où il pourrait atteindre 50 %.
Selon les projections de l'ONU, d'ici 2050, plus de deux tiers de l'humanité vivra en milieu urbain. Trois pays concentreront plus du tiers de cette explosion urbaine, l'Inde avec 416 millions de citadins supplémentaires, la Chine avec 255 millions, et le Nigéria avec 189 millions. Le monde comptera 43 mégapoles de plus de 10 millions d'habitants, contre 33 aujourd'hui.

## Études sur l'histoire urbaine
La Société française d'histoire urbaine, créée en 1998, regroupe des chercheurs de disciplines et d'origines géographiques variées. Elle publie depuis 2000 la Revue Histoire Urbaine.